# Dendrobium isochiloides
Dendrobium isochiloides är en orkidéart som beskrevs av Friedrich Fritz Wilhelm Ludwig Kraenzlin. Dendrobium isochiloides ingår i släktet Dendrobium, och familjen orkidéer.

## Underarter
Arten delas in i följande underarter:
- D. i. isochiloides
- D. i. pumilum